# ASC Purple

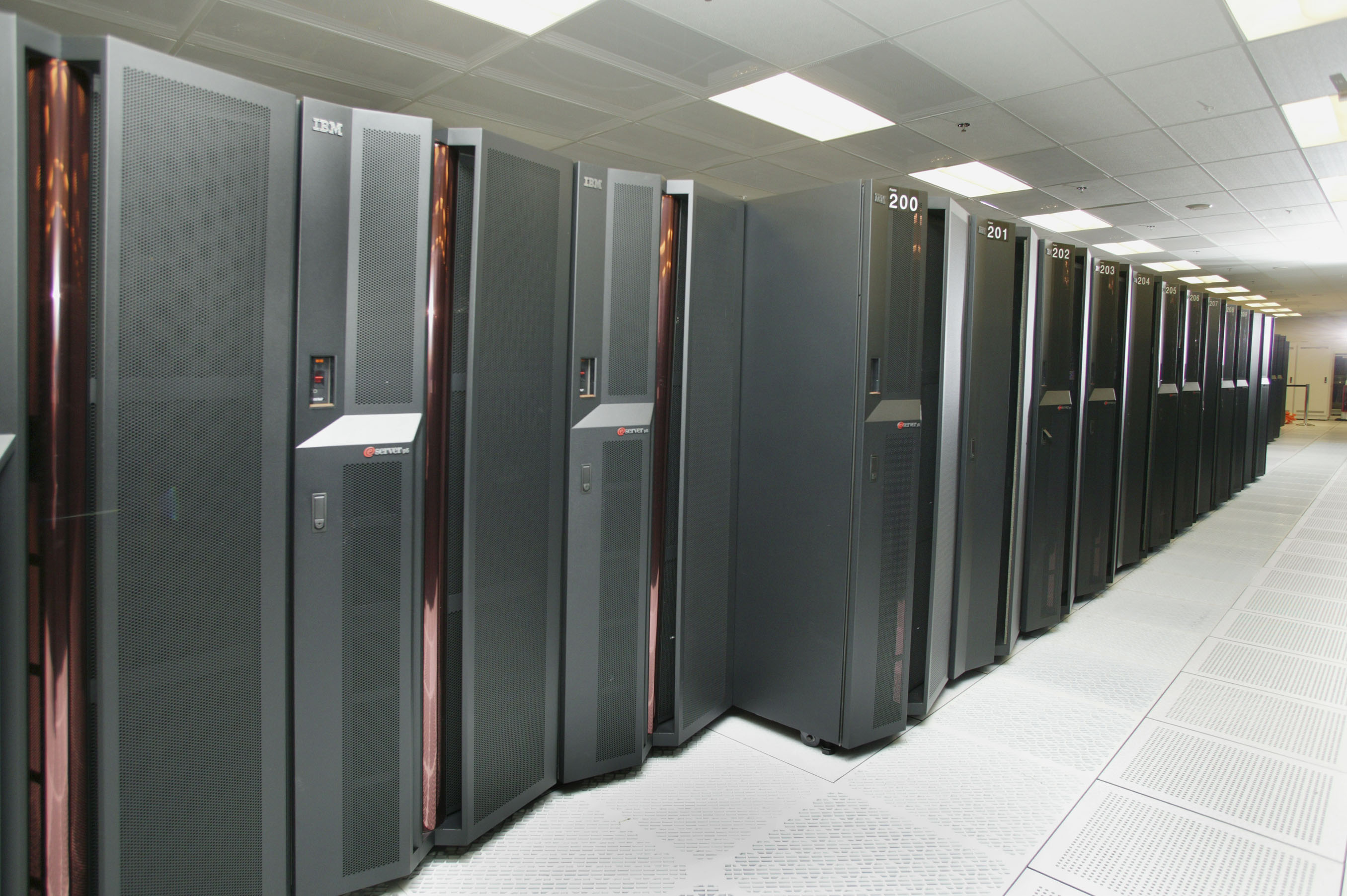
Общий вид суперкомпьютера ASC Purple

ASC Purple — суперкомпьютер, созданный компанией IBM и установленный в Ливерморской национальной лаборатории. Официально о начале работ над ним было объявлено 19 ноября 2002 года, запущен в Лаборатории в июле 2005 года, списан 10 ноября 2010 года. Контракт на постройку ASC Purple вместе с суперкомпьютером Blue Gene/L составил 290 миллионов долларов США. В ноябре 2009 года ASC Purple занимал 66-е место в списке суперкомпьютеров Top500.
Суперкомпьютер был создан как пятый этап программы Accelerated Strategic Computing Initiative — программы Правительства США по развитию суперкомпьютерных технологий, призванных следить за состоянием ядерного арсенала США после объявления в октябре 1992 года моратория на проведение ядерных испытаний. С вводом в строй ASC Puprple была достигнута конечная цель программы ASCI — за 10 лет построить суперкомпьютер с вычислительной мощностью 100 Тфлопс.

## Описание
Суперкомпьютер представлял собой кластер SMP-серверов на процессорах POWER5. 195 таких серверов были соединены друг с другом в кольцо.
- Число процессоров POWER5: 12.544
- Число процессоров на узле: 8
- Общий объем ОЗУ: 50 терабайт
- Общий объем дисковой памяти: 2 петабайта на массиве из 8.000 жестких дисков
- Вес: 300 тонн

Система работала под управлением операционной системы IBM AIX 5L. Суперкомпьютер потреблял 7.5 мегаватт электроэнергии, включая питание охладительной системы. Теоретическая вычислительная мощность ASCI Purple составляла 100 Тфлопс.